# متوکاربامول
متوکاربامول (به انگلیسی: Methocarbamol)
رده درمانی: شل‌کننده ماهیچه اسکلتی از گروه کاربامات‌ هاست که با نام تجاری روباکسین نیز شناخته می‌شود. توجه شود که این دارو برای تسکین دردهای موضعی و گاهی درد کمرِ بسیار کم، تجویز می‌شود. و برای گروه مادران باردار در رده C دسته‌بندی می‌شود.
اشکال دارویی: قرص، آمپول

## موارد مصرف
داروی کمکی در اختلالات دردناک حاد عضلانی اسکلتی، کمردرد و کزاز.
قرص متوکاربامول، به دو اندازه ۵۰۰ میلی‌گرم و ۱۰۰۰ میلی‌گرم وجود دارد. این دارو به عنوان درمان کمکی همراه با دیگر اقدامات مانند استراحت و فیزیوتراپی، برای تخفیف اسپاسم عضلانی همراه با بیماری‌های حاد و دردناک عضلانی- استخوانی و نیز به عنوان شل‌کننده عضلات مصرف می‌شود. متوکاربامول جزو خانواده دارویی Skeletal muscle relaxant می‌باشد.
آمپول متوکاربامول به صورت ویال ۱۰ سی سی می‌باشد که در زمان تزریق در دو سرنگ ۵ سی سی و در دو ران توسط پرستار به صورت عضلانی تزریق می‌گردد. در صورت تجویز تزریق به صورت وریدی باید حتماً در مرکز درمانی مجهز و تحت نظر پزشک و رقیق شده در سرم تزریق انجام شود

## مکانیسم اثر
متوکاربامول به‌طور عمده بر روی سیستم عصبی مرکزی اثر کرده و به‌طور مستقیم بر روی عضلات اسکلتی اثر نمی‌کند. اثر شل‌کنندگی عضلاتی این دارو ممکن است ناشی از تضعیف CNS باشد.

## تداخل دارویی
برخی از تداخل‌های دارویی که ممکن است ایجاد شوند به شرح زیر هستند:
مصرف همزمان با سایر داروهای مضعف CNS از جمله الکل، مخدرها، داروهای ضد اضطراب، ضد افسردگیهای سه حلقه ای و داروهای ضد سایکوز، ممکن است باعث بروز اثرات اضافی مضعف CNS شود. در صورت مصرف همزمان، باید از مصرف بیش از حد آن‌ها خودداری نمود.
مصرف متوکاربامول توسط بیماران مبتلا به میاستنی گراویس که داروهای ضد کولین استراز مصرف می‌کنند، می‌تواند باعث بروز ضعف شدید گردد.
در ضمن عملکرد این دارو با الکل دچار اختلال می‌شود.

## عوارض جانبی
برخی از عوارض جانبی این دارو که در حین مصرف باید مد نظر قرار گیرند:
1. آلرژی، تضعیف سیستم عصبی، سرگیجه، خواب آلودگی، ضعف، تشنج، کاهش تعداد ضربان قلب (برادیکاردی) و وابستگی روانی به دارو و اسهال.
2. مصرف همزمان قرص متوکاربامول با داروهای مضعف CNS باعث تشدید اثرات دارو می‌شود.
3. اعصاب مرکزی: خواب آلودگی، سرگیجه، منگی، سردرد، سرگیجه حقیقی، عدم تعادل خفیف عضلانی، سنکوپ، حملات تشنجی.
4. قلبی- عروقی: افت فشارخون، برادیکاردی.
5. چشم، بینی: تاری دید، نیستاگموس، دوبینی، التهاب ملتحمه همراه با احتقان بینی.
6. دستگاه گوارش: تهوع، انسداد فلجی روده، احساس طعم فلزی در دهان، بی‌اشتهایی.
7. سایر عوارض: تب، واکنش‌های آلرژیک، بثورات پوستی، خارش، کهیر، برافروختگی.
8. بعد از تزریق عضلانی یا وریدی: آنافیلاکسی، ترومبوفلبیت، پوسته پوسته شدن و درد در محل تزریق، همولیز، افزایش هموگلوبین و گلبول‌های قرمز در ادرار، حملات تشنجی.

توجه: در صورت بروز حساسیت مفرط، بثورات پوستی یا حملات تشنجی، باید مصرف دارو قطع شود.
- تظاهرات بالینی: خواب آلودگی شدید، تهوع و استفراغ، آریتمی قلبی.

## هشدارها و توصیه‌ها درمانی
- متوکاربامول می‌تواند سبب تیره شدن رنگ ادرار شود که طبیعی است.
- در اوایل درمان با این از انجام فعالیت‌های که نیازمند هوشیاری کامل هستند خودداری کنید.
- در صورت تزریق وریدی متوکاربامول بهتر است دارو را داخل سرم رقیق کنید.
- در صورت مشاهده علائمی مانند سرگیجه و سردرد و اختلال در تنفس مصرف دارو را سریعاً قطع کنید.
- در صورت تزریق عضلانی این دارو نباید کل آمپول را داخل یک عضله تزریق کرد. (در صورت استفاده در عضلات بزرگ مانند عضلات گلوتئال، حداکثر ۵ سی سی در هر عضله)